# Volf Gorelik
Volf Gorelik (rus: Вольф Михайлович Горелик) (1933 – 2013) fou un director d'orquestra rus.
Nascut a Pervouralsk, Sverdlovsk Oblast, Gorelik va estudiar a l'Urals Mussorgsky Conservatori Estatal amb Mikhail Paverman (direcció) i Mikhail Zatulovski (violí). De 1963 a 1964, va ser el director de l'Orquestra Philarmònica de Tomsk. De 1965 a 1966 de l'Òpera de Sverdlovsk. El 1966 va ser el director principal de l'Òpera Buryat. De 1967 a 1973 ho va ser de l'Òpera Saratov del Ballet Chernyshevsky. El 1974 va entrar a l'Opereta de Moscou i en fou director principal durant dues dècades. El 1993, esdevingué director principal al Teatre Acadèmic de Moscou.
El 2006 va dirigir l'estrena mundial de La passatgera de Mieczysław Weinberg.